# 쯔양
쯔양(본명: 박정원, 1997년 4월 25일 ~ )은 대한민국의 인터넷 방송인이다. 2025년 6월 03일 기준으로 구독자는 약 1200만 명이고 동영상은 895개이다. 주로 먹방 영상을 게시한다. 2020년 8월 3일 뒷광고 논란 고발 당시 바로 다음날 2020년 8월 4일 해명 영상에서 '방송 초기에만 잘 몰라서 광고 표기에 실수가 있었다' 라며 의도하지 않았다고 해명 했으나 불과 3주 전의 영상에서도 유료광고 표시가 없었지만 더보기란에 기재했고 당시 유료광고 가이드 라인은 유료 배너박스와 더보기에 기재였다. 이후 댓글의 허위사실 유포와 언론의 왜곡보도 등으로 인해 2020년 8월 6일 은퇴를 선언 했으나 2020년 11월 20일 복귀를 선언하며 유튜브 활동을 재개했다.

## 학력
- 미래산업과학고등학교 졸업
- 경민대학교 게임콘텐츠과 졸업
- 서강대학교 게임& 평생교육원 멀티미디어학과 학점은행과정

## 음반 외 활동
- 《라면꼰대2》(2022) - 게스트
- 《소년탐정 김지웅》(2023) - 게스트

## 수상
- 2019년 - 아프리카TV BJ대상 먹방/쿡방 부문 BJ대상
- 2019년 - 아프리카TV BJ대상 신인상[2]
- 2019년 - 제27회 대한민국 문화연예대상 예능부문 신인상[3]
- 2020년 - 아프리카TV BJ대상 먹방/쿡방 부문 BJ대상